# Salanta
Salanta (mađ. Szalánta) je selo u južnoj Mađarskoj.

## Zemljopisni položaj
Nalazi se na 45° 58' 48" sjeverne zemljopisne širine i 18° 15' 36" istočne zemljopisne dužine. Ata je 3 km istočno, Sukit je 3 km sjeveroistočno, Suka je 3 km zapadno, Boštin je 1 km zapadno, Ovčar je 6 km zapadno, Silvaš je 2 km zapadno, a Pogan se nalazi 3 km južno-jugozapadno od Salante.

## Upravna organizacija
Upravno pripada Pečuškoj mikroregiji u Baranjskoj županiji. 1977. se selo Nijemet upravno pripojilo Salanti, tako da danas i crkveno tvore jedinstvenu cjelinu..
Delegat Hrvatske državne samouprave u Mađarskoj za Salantu ulazi kao predstavnik Baranje. U sastavu od ožujka 2007. je to Mijo Štandovar.

## Povijest
U doseljavanju baranjskih Bošnjaka je uvelike pridonio pečuški biskup Matija Ignacije Radanović (1687. – 1703.). Radanović se odlučio na to radi povećavanja broja katolika u svojoj biskupiji na taj način.

## Stanovništvo
U Salanti djeluje jedinica hrvatske manjinske samouprave.
Mjesni Hrvati pripadaju skupini bošnjačkih Hrvata. U ove krajeve su došli 1690-ih. 
Dio ovdašnjih Hrvata je podrijetlom iz Maraze, u koju su Hrvati došli iz goranskog i ogulinskog kraja
.
2001. je u Salanti bilo 55,1% Mađara, 0,3% Bugara, 2,6% Roma, 32,2% Hrvata, 0,3% Poljaka, 1,7% Nijemaca, 2,1% Srba, ostalih 1,8%. Nakon 10 godina žive u selu: 983 Mađari, 4 Bugari, 86 Roma, 336 Hrvata, 23 Nijemaca, 3 Rumunji, 5 Srba, 3 Rusi i 11 ostalih osoba.
Po vjerskoj strukturi je 2001. bilo 81,6% rimokatolika, 0,7% grkokatolika, 5,1% reformiranih, 1% evangelista te ostali.

### Poznate osobe
- Đuro Pavić, hrvatski književnik (1940.)
- Začasni kanonik Đakovsko-srijemske biskupije Stjepan Zagorac 40 je godina bio župnik župe Nijemet-Salanta.[6][7]

## Partnerstva i pobratimstva
Zbratimljena je sa Strizivojnom u RH.

## Vanjske poveznice
- (mađ.) Szalánta önkormányzatának honlapja
- (mađ.) Szalánta képekben
- (mađ.) KSH adata a településről[neaktivna poveznica]
- (mađ.) az iskola honlapja  Arhivirana inačica izvorne stranice od 26. svibnja 2021. (Wayback Machine)
- Salanta na fallingrain.com